# 丁希孔
丁希孔（1521年—？），字顏學，山東登州府招遠縣人，民籍，明朝政治人物。

## 生平
嘉靖二十五年（1546年），山東鄉試第六十名舉人。嘉靖二十九年（1550年）中式庚戌科會試第五十九名，登第三甲第一百九十七名進士。授内黄县知县，历户部郎中。

## 家族
曾祖丁忠；祖父丁享；父丁豪，省祭官。母劉氏。具庆下。弟希尹。